# Prunus carolinae
Espèce
Statut de conservation UICN

 CR B1+2c : 
En danger critique
Prunus carolinae est une espèce de plantes à fleurs de la famille des Rosaceae originaire des forêts de montagne du Costa Rica, en Amérique centrale, et du Venezuela et du nord du Pérou, en Amérique du Sud.
Selon Plants of the World Online, il s'agit d'un synonyme de Prunus subcorymbosa Ruiz ex Koehne.

## Publication originale
- Mutisia 56: 1, f. 1. 1983.